# Quercus boyacensis
Quercus boyacensis là một loài thực vật có hoa trong họ Cử. Loài này được Cuatrec. miêu tả khoa học đầu tiên năm 1944.